# Винсент, Серина
Серина Винсент (англ. Cerina Vincent; род. 7 февраля 1979) — американская актриса. Снялась в таких фильмах как «Недетское кино» и «Лихорадка».

## Ранние годы
Винсент родилась в Лас-Вегасе, Невада. В 1996 году она выиграла конкурс Юная Мисс Невада и принимала участие в Юная Мисс США 1996. Вошла в Топ 15 финалисток, но проиграла Кристине Ли Вудс из Техаса.

## Карьера
Первой ролью Винсент на экране была Жёлтый Рейнджер в сериале «Power Rangers Lost Galaxy».
В 2001 году Серина снялась в фильме «Недетское кино», она играла Ареолу и весь фильм ей приходилось ходить голой. Эта была пародия на персонаж Надю из фильма «Американский пирог», сыгранной Шеннон Элизабет.
Винсент также исполнила одну из главный ролей в фильме ужасов «Лихорадка» 2002 года. В 2006 году Серина снялась для канала Sci-Fi Channel в фильме «Дьявольская гора» вместе с Лэнсом Хенриксеном. Ещё она снялась в фильме 2007 года «Возвращение в дом ночных призраков» который вышел сразу на видео.
В одном из недавних интервью Серина заявила, что написала сценарий, но будет ли снят по нему фильм — пока ещё не известно.
В 2007 году Серина написала книгу «How to Eat Like a Hot Chick» в соавторстве с Джоди Липпер

## Личная жизнь
С 2008 по 2013 год Винсент была замужем за Беном Уоллером. 
С 29 апреля 2022 года Винсент замужем за Майком Эстесом. У супругов есть сын: Никола Винсент Аполло Эстес (род. 4 февраля 2019).

## Избранная фильмография
| Фильмы    | Фильмы                                 | Фильмы                             | Фильмы       |
| Год       | На русском языке                       | На языке оригинала                 | Роль         |
| --------- | -------------------------------------- | ---------------------------------- | ------------ |
| 1999-2000 | Могучие рейнджеры Потерянная галактика | Power Rangers Lost Galaxy (сериал) | Майя         |
| 1999      | Последний крик                         | Fear Runs Silent                   | Джани        |
| 2001      | Недетское кино                         | Not Another Teen Movie             | Ареола       |
| 2002      | Лихорадка                              | Cabin Fever                        | Марси        |
| 2005      | Ожидание смерти                        | It Waits                           | Даниэлла     |
| 2005      | Между мирами                           | Intermedio                         | Джин         |
| 2006      | 7 мумий                                | Seven Mummies                      | Лаки         |
| 2006      | Дьявольская гора                       | Sasquatch Mountain                 | Эрин Прайс   |
| 2007      | Все хотят быть итальянцами             | Everybody Wants to Be Italian      | Мариса Коста |
| 2007      | Возвращение в дом ночных призраков     | Return to House on Haunted Hill    | Мишель       |
| 2015      | Хватай и беги                          | Freaks of Nature                   | Дейзи        |
| 2016—2018 | Жизнь Харли                            | Stuck In The Middle                | Сьюзи Диас   |